# Fernando Louzeiro Pires
Major-General Fernando Louzeiro Pires MTMM • MSMM • MPCE • MOCE (Faro, São Pedro, 11 de Maio de 1946) é um militar, engenheiro e professor universitário português.

## Biografia
Nasceu na Freguesia de São Pedro, Concelho de Faro, em 11 de Maio de 1946, tendo iniciado a sua carreira militar, como Cadete, na Academia Militar, em 1963. Concluiu o Curso de Administração Militar para a Força Aérea em 1967, ano em que ingressou no Quadro Permanente no posto de Alferes.
Das várias funções que desempenhou ao longo da sua carreira destacam-se as seguintes:
- Por diversas vezes, Professor na Academia da Força Aérea, a última das quais desempenhou até Fevereiro de 1980;
- Chefe do Centro de Gestão, no Comando e Estado-Maior do Corpo de Tropas Paraquedistas, função que desempenhou de Junho de 1990 a Janeiro de 1993;
- Comandante do Grupo de Apoio, na Base Aérea N.º 6, de Fevereiro de 1993 a Junho de 1996;
- Comandante do Depósito de Material da Força Aérea de Setembro de 1997 a Outubro de 1999;
- Chefe da Inspeção Administrativa / Financeira na Direção de Finanças, cargo que ocupou até à sua nomeação como Subdiretor da Direção de Finanças, função que desempenhou até Junho de 2002.

Foi promovido de Coronel a Major-General pelo Conselho Superior de Defesa Nacional e pelo Presidente Jorge Sampaio a 4 de Junho de 2002.
Tomou posse como Vogal do Conselho de Direção do Instituto de Ação Social das Forças Armadas no Centro de Apoio Social de Runa de 21 de Janeiro de 2003 a 4 de Novembro de 2004.
O Major-General Louzeiro Pires é detentor de vários Cursos de promoção e qualificação, destacando-se os Cursos Geral e Superior de Guerra Aérea no Instituto de Altos Estudos da Força Aérea (IAEFA) e o Curso de Defesa Nacional, no Instituto de Defesa Nacional (IDN). No âmbito civil possui ainda as Licenciaturas em Engenharia Civil, pelo Instituto Superior Técnico da Universidade Técnica de Lisboa, tendo feito parte dos Cadernos Eleitorais para a eleição dos Órgãos Nacionais e Regionais da Ordem dos Engenheiros Região Sul para o mandato 2013-2016, e em História, pela Faculdade de Letras da Universidade de Lisboa.
A 31 de Dezembro de 2005 era Professor Regente da Escola Superior de Tecnologias Militares Aeronáuticas no Ensino Superior Público Militar e Policial.
Por deliberação do Plenário do Conselho Superior da Magistratura, de 4 de Dezembro de 2007, Deliberação (extracto) N.º 31/2008, foi nomeado para desempenhar o cargo de Juiz Desembargador Militar da Força Aérea no Quadro de Juízes do Tribunal da Relação de Lisboa, funções que exercia a 20 de Novembro de 2009.
Esteve presente no Encontro de Lisboa da Fundación Euroamérica de Lisboa, 21 e 22 de Janeiro de 2010.
A 17 de Outubro de 2011 passou à reforma.

### Condecorações[5]
Ao longo da sua carreira foi distinguido com vários Louvores e condecorações, das quais há a realçar:
- Medalha de 3.ª Classe de Mérito Militar de Portugal
- Medalha de Prata de Comportamento Exemplar de Portugal
- Medalha de 2.ª Classe de Mérito Militar de Portugal
- Medalha de Ouro de Comportamento Exemplar de Portugal